# آركي
آركي (بالإيطالية: Archi)‏ هي بلدية في مقاطعة كييتي في إقليم أبروتسو الإيطالي.

## السكان
في سنة 1861 بلغ عدد السكان 3٬048 نسمة، وتطور العدد ليصل في سنة 2011 لـ 2٬282 نسمة.
يظهر هذا المخطط البياني تطور النمو السكاني لـ آركي